# 保加利亚行政区划
保加利亚自1999年起划分为28个州，这些州份再下分为265个市镇。
保加利亚首都及最大聚居地索菲亞为索菲亞市州及索菲亞州的行政中心。索菲亞市州内只有一个市镇，为索菲亞市鎮，该市镇包括索菲亚及其他三个城市和34个村庄，该市镇90%的居民住在索菲亚市内。

## 州
保加利亚的一級行政区划包括28个州：